# Lara Croft: Relic Run
Lara Croft: Relic Run é um videojogo de acção-aventura de plataformas do género corrida interminável (endless runner). Foi co-produzido pela Simutronics, Crystal Dynamics e Square Enix, e publicado pela Square Enix em Maio de 2015 para Android, iOS e Windows Phone. Relic Run faz parte da sub-série Lara Croft dentro da franquia Tomb Raider, separada da série principal. Foi produzido como uma evolução do género dos jogos de corrida interminável, tornados populares pelo jogo Temple Run. Simutronics e a Crystal Dynamics trabalharam em conjunto para que Relic Run se encaixasse convenientemente dentro da série.
A acção acontece pouco depois dos eventos de Lara Croft and the Temple of Osiris, e conta a história de Lara Croft a procurar o seu colega arqueologista Carter Bell. Na suas buscas, ela acaba por descobrir uma conspiração que ameaça todo o mundo.
Em Outubro de 2015, Lara Croft: Relic Run já tinha sido transferido mais de 10 milhões de vezes.